# Ricardo Quaresma
Ricardo Andrade Quaresma Bernardo, meglio noto come Ricardo Quaresma (Lisbona, 26 settembre 1983), è un ex calciatore portoghese, di ruolo centrocampista o attaccante.
Noto a livello internazionale per la trivela, un colpo d'esterno ricco di effetto a cui è solito ricorrere spesso, con i club vanta 15 titoli nazionali in 6 squadre diverse, tra cui figurano quattro campionati portoghesi ed un campionato italiano. A livello internazionale è vincitore della Coppa Intercontinentale 2004 con il Porto e della Champions League 2009-2010 con l'Inter.
Con la nazionale portoghese ha partecipato a tre Europei (2008, 2012, 2016) vincendo l'edizione del 2016. Con il Portogallo ha inoltre partecipato alla Confederations Cup 2017 e al Mondiale 2018.

## Biografia
Ricardo Quaresma nasce a Lisbona il 26 settembre 1983 da una famiglia di etnia romanì, o "cigano" in portoghese. Da piccolo gioca a calcio per strada in un quartiere malfamato nella periferia della capitale, un osservatore di una piccola squadra della capitale lusitana, il D.D.S., lo nota e lo porta a giocare nel club: poco meno di un anno dopo passa allo Sporting. Durante il suo periodo all'Inter, fa in modo che tutta la famiglia vada a vivere con lui a Como. Ha tre figli.
Nel gennaio 2012, mentre si trova a Lisbona, viene rapinato da tre individui che si portano via € 44.000 tra contanti e oggetti di valore. Il 27 aprile 2014 subisce un furto nella sua villa in quel di Vila Nova di Gaia mentre sta giocando la semifinale di Coppa di Lega portoghese, vinta dai rivali del Benfica (0-0, 4-3 ai rigori): i ladri s'impossessano di vari oggetti per un valore totale di circa 250.000 euro, rubando anche le sue scarpe da calcio.
A 18 anni viene soprannominato Mustang dal suo ex allenatore László Bölöni per la velocità e la potenza che è solito mostrare in campo. Ai tempi dello Sporting, la stampa portoghese l'aveva soprannominato Harry Potter, a causa della «magia che ha dentro le sue scarpe, perché fa delle cose incredibili». È detto anche Il Gitano o Ciganito ("piccolo zingaro") perché il padre è di origine gitana; la madre è invece angolana. Anche suo zio Alfredo è stato calciatore (ha militato nel Belenenses negli anni 1960 e 1970), mentre Artur Quaresma, che talora era stato indicato come suo parente, è stato chiarito dallo stesso Ricardo che non lo è. Ha un altro fratello, di nome Abelardo, anch'egli calciatore.

## Caratteristiche tecniche

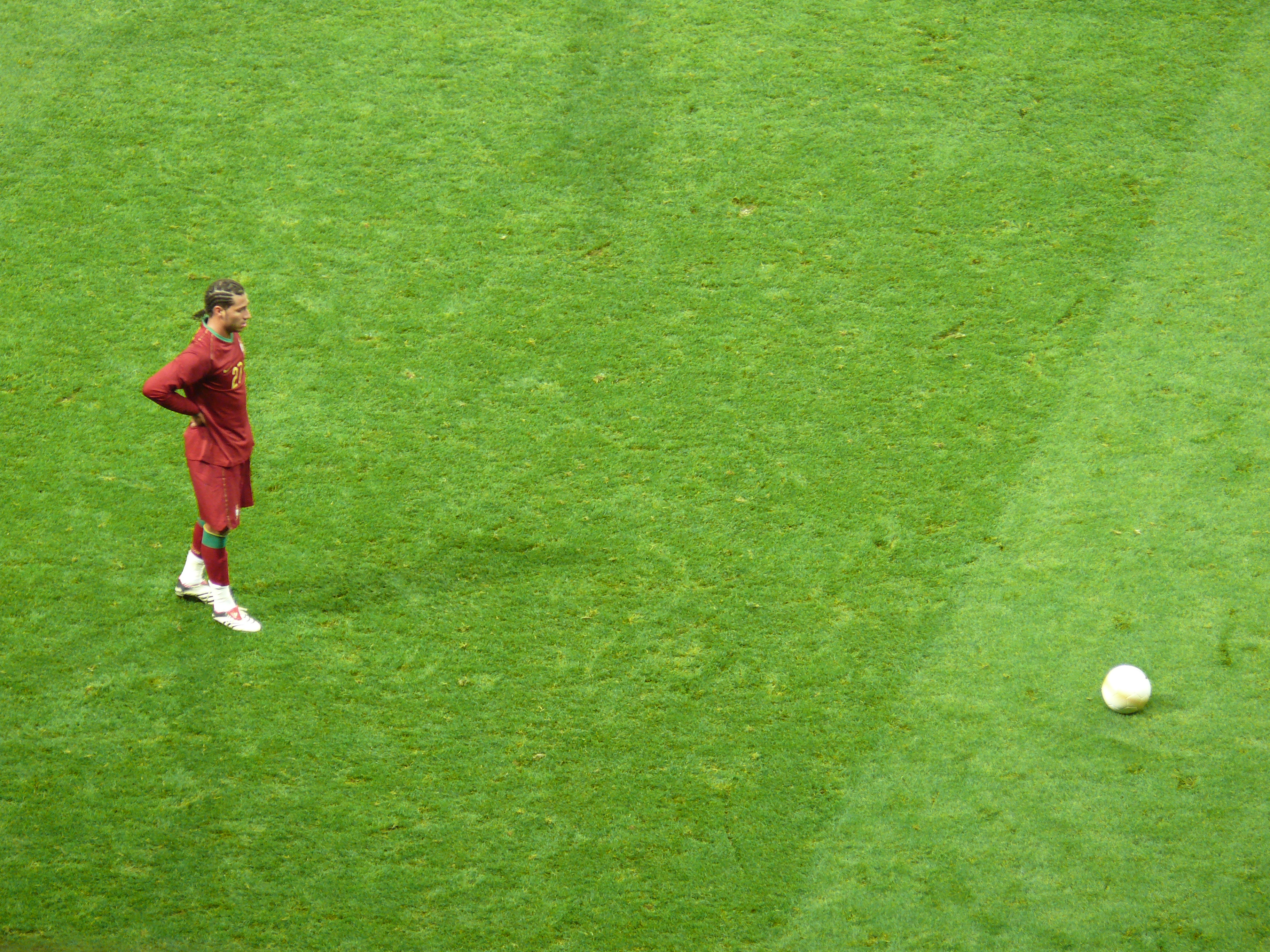
Quaresma mentre si appresta a battere un calcio di punizione

Fantasista dal rendimento discontinuo, ricopre il ruolo di centrocampista esterno, spesso da esterno d'attacco destro, potendo giocare sia a destra sia a sinistra. La velocità è uno dei suoi punti di forza, oltre al dribbling e al tiro d'esterno. Giocatore di qualità, buon assist-man, è molto bravo nell'uno contro uno. Indisciplinato tatticamente, non è un grande finalizzatore e i suoi punti deboli sono il colpo di testa e la scarsa attitudine difensiva. All'Inter, il tecnico José Mourinho lo schiera come ala destra nel 4-3-3, come esterno destro nel 4-4-2 e anche come attaccante esterno nel 4-2-4.

Il suo repertorio ricorda quello del connazionale Cristiano Ronaldo: dribbling, finte e doppi passi. Nonostante sia destro di piede e sia molto abile anche col sinistro, è spesso schierato come esterno/ala destra, ruolo dove può utilizzare con più frequenza la trivela, un gesto tecnico che può consistere o in un tiro o in un cross effettuato con la parte esterna del piede in modo tale da imprimere al pallone un forte effetto a uscire e una parabola innaturale. Nell'intervista alla Gazzetta dello Sport in edicola il 12 settembre 2008, il giocatore ha spiegato come è nato tale gesto, divenuto il suo colpo caratteristico:
Oltre alla trivela, un altro gesto tecnico spesso impiegato dal giocatore è la rabona, il famoso tiro incrociato che tende ad utilizzare quando raggiunge il fondo del campo per crossare.
Definito «stella», «campione», «fenomeno», giocatore di classe e di talento, a ragion di prestazioni non viene definito all'unanimità un fuoriclasse, come ha umilmente ammesso anche lo stesso Quaresma. Paragonato a Luís Figo, giocatore al quale dice di ispirarsi, e a Cristiano Ronaldo, di cui è definito anche il «vice» nella nazionale portoghese, oltre ad essere stato descritto anche come il nuovo Cristiano Ronaldo, nonostante in questo caso Ronaldo sia di due anni più giovane rispetto al connazionale, Quaresma ha giocato con entrambi sia nei club - con Figo all'Inter e con Ronaldo allo Sporting CP - sia in nazionale.
Nel 2001 è stato inserito nella lista dei migliori calciatori stilata da Don Balón e nel 2003 era considerato una delle grandi promesse del calcio portoghese e mondiale, all'epoca già descritto come un grande giocatore dal quale nel futuro più immediato si aspettava che diventasse un crack mediatico e uno dei migliori calciatori portoghesi del periodo. Per circa tre e quattro anni tra il 2002 e il 2005 è ritenuto il miglior giocatore portoghese e fino al 2010-2011 è considerato il secondo giocatore portoghese più forte dietro al solo Cristiano Ronaldo.

## Carriera

### Club

#### Gli inizi allo Sporting
La sua carriera comincia a 16 anni nella squadra riserve dello Sporting CP, successivamente passa in prima squadra nella stagione 2001-2002, esordendo a 18 anni. Nel precampionato si fa notare come una delle rivelazioni della squadra, che gli fa firmare un rinnovo fino al 2005 e inserisce nel contratto una clausola da $ 25 milioni, pari a 5,75 miliardi di scudi. All'epoca Quaresma aveva come agente José Veiga, prima di sostituirlo con Jorge Mendes. Prima di questo nuovo contratto, l'esterno offensivo portoghese si era accordato fino al 2004 con lo Sporting, percepiva uno stipendio minore e non aveva una clausola rescissoria da record. In quella stagione gioca 28 partite e segna 3 gol vincendo il campionato. Il debutto di Quaresma in Primeira Liga, avviene nella partita dello Sporting CP contro il Porto. Il tecnico dei Leões, László Bölöni, a inizio carriera lo schiera come esterno sinistro nel suo 3-3-3-1.
Nella stagione 2002-2003 fu il secondo giocatore più impegnato nello Sporting CP: 31 partite giocate per un totale di 2 216 minuti e 5 gol realizzati.

#### Barcellona
Nel luglio 2003 il Barcellona segue due giocatori dello Sporting CP in particolare: uno è Quaresma, l'altro è Cristiano Ronaldo. Entrambi, hanno in comune, oltre alla nazionalità portoghese e alla maglia bianco-verde, lo stesso agente, Jorge Mendes. Nello stesso periodo firma con i blaugrana il difensore Rafael Márquez, calciatore messicano che ha come procuratore proprio Mendes. Il Barcellona tratta con Mendes e con lo Sporting anche l'acquisto di uno dei due portoghesi e alla fine virerà su Quaresma.
Il 9 luglio 2003 è ufficiale il suo trasferimento agli spagnoli del Barcellona in cambio di una cifra vicina ai € 7 milioni (altre fonti indicano 6 milioni di euro) più Fábio Rochemback in prestito biennale allo Sporting CP. Con i catalani firma un contratto quadriennale con un'opzione per un quinto anno, andando a ricevere uno stipendio di € 1 milione la prima stagione e poi a salire per gli anni successivi, per un'operazione complessiva di circa 5 miliardi di scudi.
Giocò 22 partite, 10 da titolare ed 11 entrando dalla panchina, segnando anche un gol, in un'esperienza che delude le aspettative e le promesse su Quaresma.

#### Porto
Durante il campionato d'Europa 2004 annunciò di non voler più giocare nel Barcellona finché ci fosse stato Frank Rijkaard come allenatore: il portoghese fu quindi inserito nella lista dei cedibili e alla fine fu il club rivale dello Sporting, il Porto, ad ingaggiarlo, come parte del saldo per il trasferimento di Deco a Barcellona (€ 6 milioni).
La partenza è positiva: va in gol nella Supercoppa europea, persa contro il Valencia, e segna l'unica rete nel successo del Porto contro il Benfica nella Supercoppa di Portogallo. Segna 5 gol in 32 partite di campionato ed è sempre presente nelle partite di Champions League disputate dal Porto, che raggiunge gli ottavi. Alla fine della stagione giunge secondo in campionato alle spalle del Benfica di Giovanni Trapattoni. Il 12 dicembre 2004 vince la Coppa Intercontinentale ai rigori dopo lo 0-0 dei tempi regolamentari contro i colombiani dell'Once Caldas, realizzando il proprio calcio di rigore nella serie vinta 8-7 dopo esser entrato al 78' al posto di Luís Fabiano.
Nelle stagioni 2005-2006, 2006-2007 e nel 2007-2008 vinse tre campionati sfoggiando appieno la sua classe di fantasista, facendo complessivamente 41 assist e 19 reti.
Nel gennaio 2007 viene candidato per il Pallone d'oro, ma non ottiene alcun voto.

#### L'approdo all'Inter

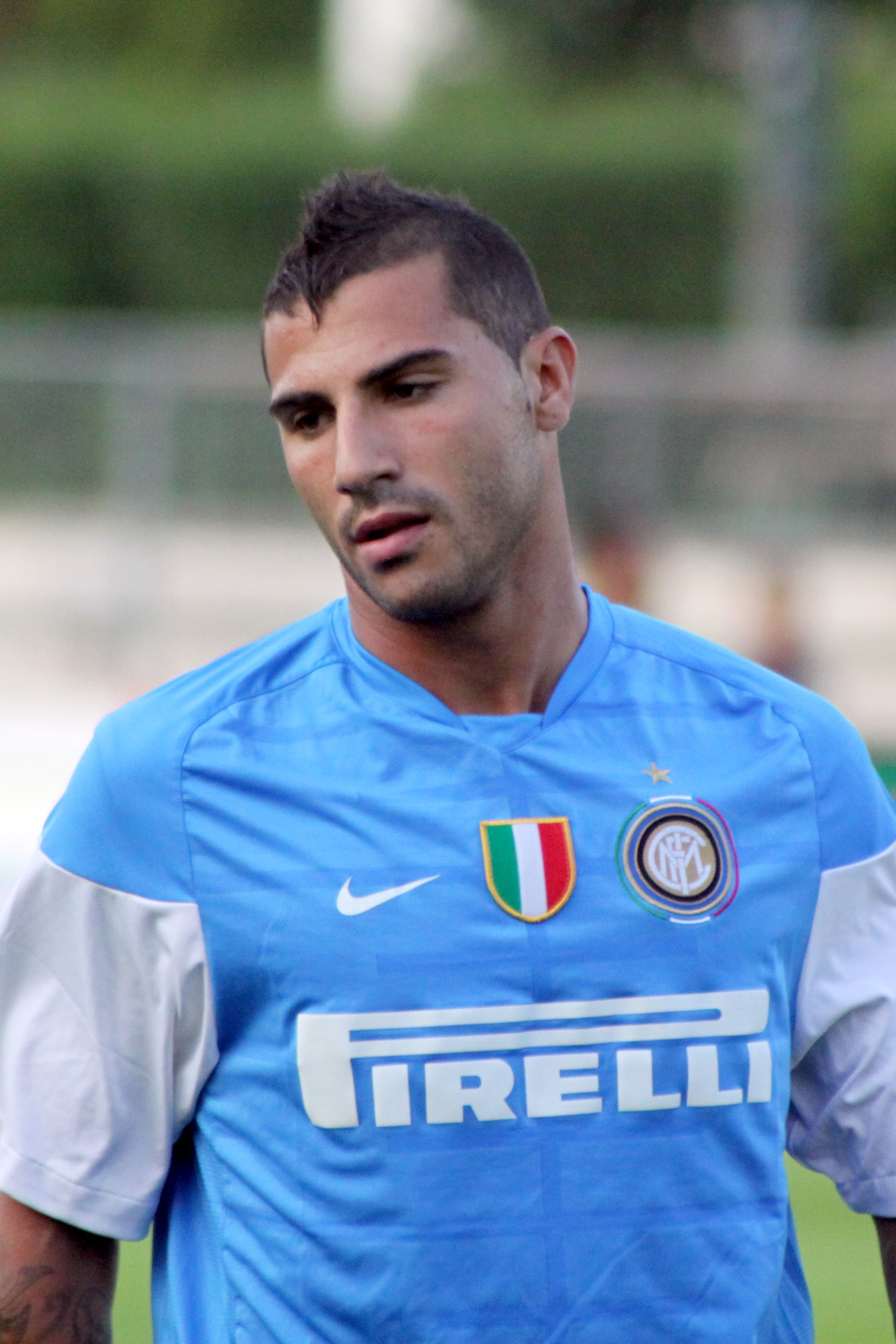
Quaresma durante la sua militanza nell'Inter

Alla fine della stagione 2007-2008 esprime la volontà di lasciare il club portoghese per raggiungere l'Inter, voluto fortemente del neo tecnico José Mourinho, che riesce ad aggiudicarsi il giocatore il 1º settembre 2008, in cambio di € 18,6 milioni di euro più il cartellino di Pelé (valutato € 6 milioni) e altri 6 milioni di euro di bonus, che a fine anno non verranno versati a causa delle prestazioni negative del portoghese. Con oltre € 30 milioni, Quaresma risulta l'acquisto più oneroso del mercato estivo italiano, uno dei più costosi di sempre nella storia dell'Inter. Sceglie il numero 77, poiché il 7 è sulle spalle di Luís Figo, giocatore al quale era stato già paragonato. Firma un contratto di cinque anni a 2,3 milioni di euro a stagione ed è subito inserito nella lista UEFA togliendo il posto a Hernán Crespo, che è escluso all'ultimo momento.
Al suo esordio in Serie A con l'Inter, il 13 settembre 2008, contribuisce alla vittoria contro il Catania segnando con il gesto tecnico della trivela, tiro che viene deviato in rete da Giuseppe Mascara, in una delle poche partite nelle quali sfodera una prestazione positiva, venendo poi sostituito a dieci dalla fine dal brasiliano Amantino Mancini. Il 16 settembre 2008 debutta in Champions con la maglia dell'Inter, partendo titolare contro il Panathīnaïkos (0-2) e venendo sostituito da Figo al 62'. Nelle gare successive inizia una fase di declino che lo porterà a totalizzare una serie di panchine, per poi finire tribuna, a causa della scarsa condizione di forma - come poi ammesso dallo stesso portoghese - e della mentalità. Riesce a cogliere un paio di buone prestazioni contro la Roma (0-4), fornendo un assist per il gol di Obinna, prima di uscire al 69' per Mancini, e nell'incontro vinto a Reggio Calabria per 3-2 sulla Reggina, facendo un assist a Vieira per il gol del parziale 0-2, prima di essere sostituito nel finale da Obinna. L'ultima gara con la maglia nerazzurra è la terza giornata di ritorno, il primo febbraio 2009, contro il Torino in casa (1-1): entra nel secondo tempo al posto di Maxwell e schierato come ala sinistra, sfodera una delle sue peggiori prestazioni. Il 1º febbraio Mourinho lo esclude dalla lista UEFA dei giocatori a disposizione per la fase a eliminazione diretta della Champions League 2008-2009.
Dopo 13 incontri di campionato e 6 partite di Champions League, il suo rendimento all'Inter è già considerato fallimentare. Nelle sue 13 presenze di campionato, Mourinho lo fa partire sovente dalla panchina e quando è titolare viene sistematicamente sostituito a partita in corso, totalizzando solo 640' di Serie A: l'unica sfida in cui riuscirà a giocare 90', è il derby di Milano perso 1-0.

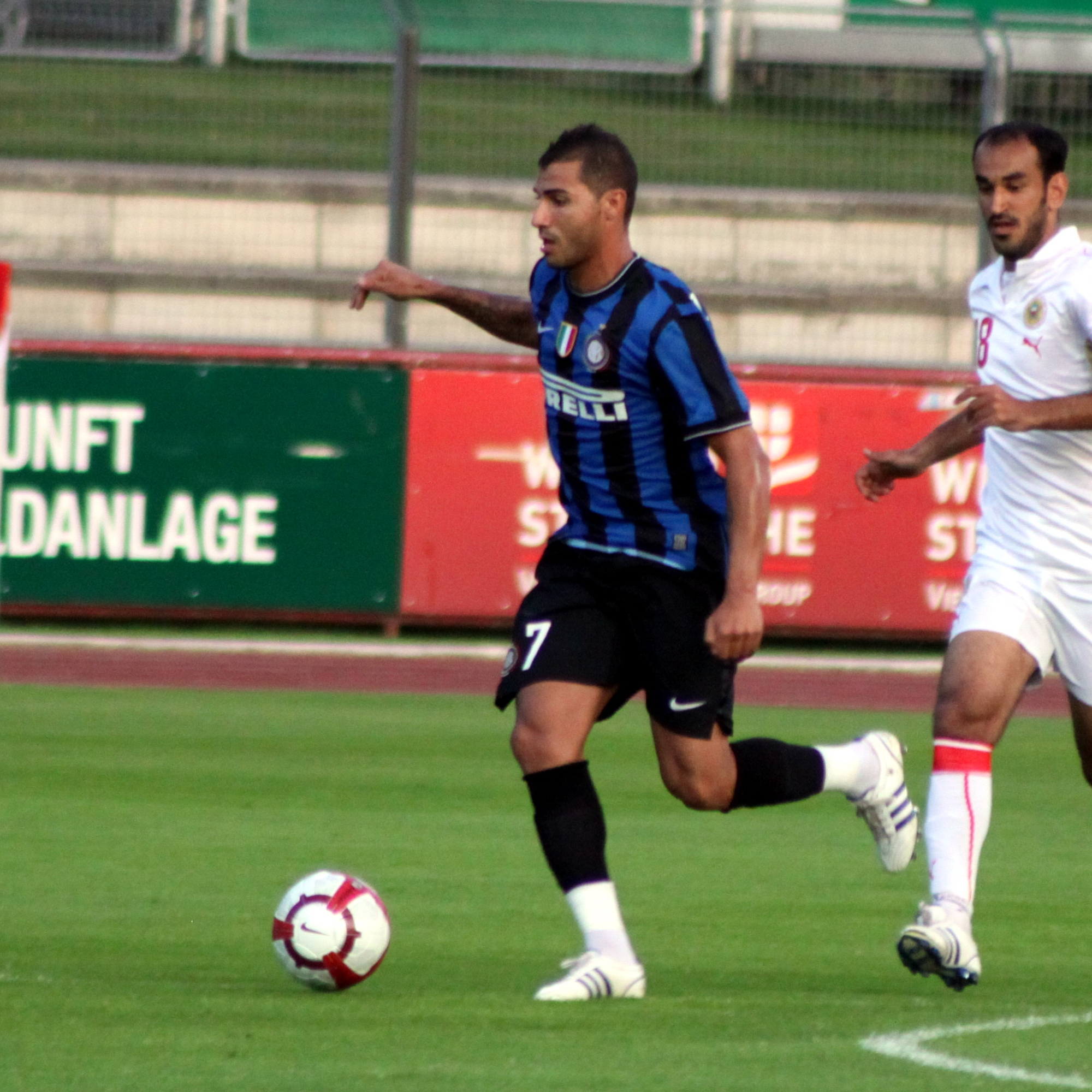
Quaresma in azione con l'Inter

#### Prestito al Chelsea
Il 2 febbraio, nelle ultime ore della sessione di mercato invernale, viene acquistato con la formula del prestito gratuito fino al termine della stagione dal Chelsea, voluto dal tecnico dei Blues Felipe Scolari, che già l'aveva allenato come ct della Nazionale portoghese, pur facendolo sedere spesso in panchina preferendogli Cristiano Ronaldo e Simão.
Nel club londinese sceglie di vestire la divisa numero 18. Il 7 febbraio seguente esordisce da titolare contro l'Hull City (0-0), venendo sostituito al 63' da Didier Drogba. Qualche giorno dopo, esattamente il 9 febbraio, il tecnico che l'aveva richiesto al Chelsea, Luiz Felipe Scolari, viene esonerato. Utilizzato raramente dal nuovo allenatore Guus Hiddink, nei quattro mesi successivi gioca principalmente nella squadra riserve: a fine stagione totalizza solo 5 presenze, 4 in Premier League e una in FA Cup, contro il Coventry City (0-2), dove dopo essere entrato a inizio ripresa al posto di Salomon Kalou, riesce a fare un assist per il 2-0 definitivo di Alex. Ai Blues non riesce a rinforzare la squadra e alla fine il Chelsea arriva terzo in campionato, ma vince la FA Cup battendo l'Everton in finale 2-1. Tuttavia anche a Londra, la sua esperienza non è positiva.

#### Ritorno all’Inter
Nella stagione 2009-2010 ritorna all'Inter e indossa la maglia numero 7. Esordisce contro il Bari (1-1) alla prima giornata di campionato, subentrando ad inizio secondo tempo al posto di Vieira. Il 29 settembre gioca la sua prima partita stagionale di Champions contro il Rubin (1-1), entrando al 64' al posto di Mancini: questo sarà uno dei suoi unici due incontri di Champions, assieme ai dieci minuti giocati nel novembre successivo contro il Barcellona in Spagna (2-0), sua ex squadra. Dopo una lunga serie di esclusioni gioca per la prima volta come titolare nella stagione 2009-2010 contro la Fiorentina (1-0), il 29 novembre 2009, riuscendo a disputare una partita positiva. Durante la partita s'infortuna, subendo una lesione al legamento collaterale del ginocchio destro e viene sostituito nel finale. Viene quindi esclusa la possibilità di un'operazione per questo stiramento e Quaresma si riprende tramite riabilitazione. Gioca 429' in 13 incontri tra campionato e Champions, dei quali 3 da titolare e solo quello del 24 marzo contro il Livorno (3-0) giocato per intero, senza segnare alcun gol né facendo assist, tuttavia a fine stagione vince scudetto, Coppa Italia e Champions League con l'Inter di Mourinho, conquistando, seppur da comprimario, uno storico triplete.
Dopo un totale di 32 match, 1 gol e 2 assist, alla fine, la sua esperienza in Italia è considerata estremamente deludente e di conseguenza il costo del suo trasferimento al club nerazzurro esagerato.

#### Besiktas

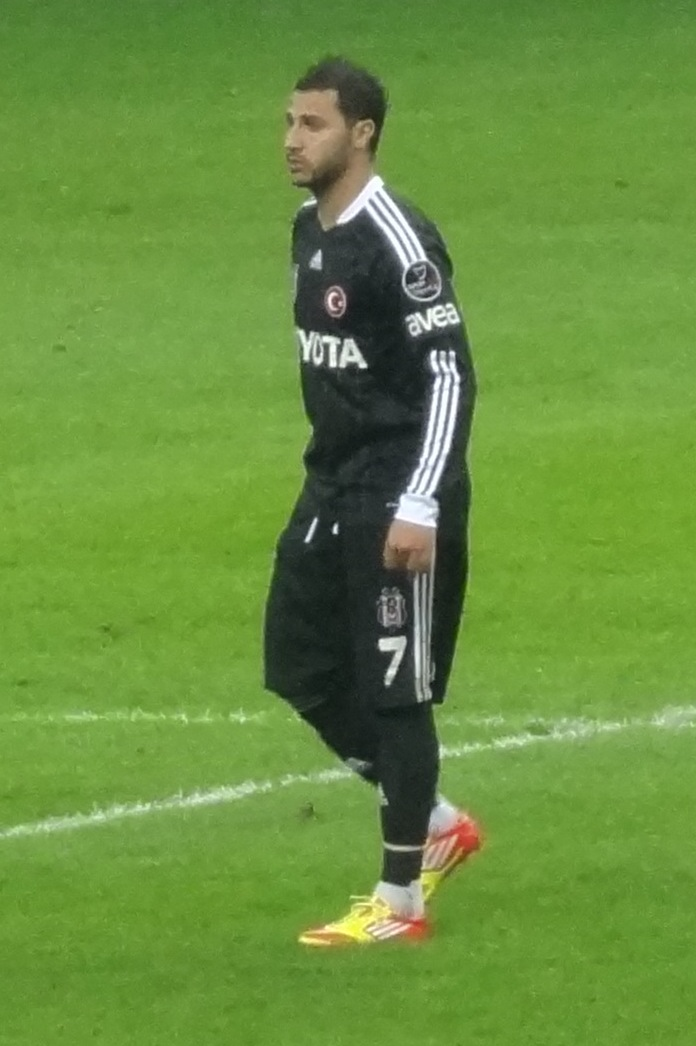
Quaresma con la maglia del Beşiktaş

Il 14 giugno 2010, attraverso un comunicato ufficiale sul proprio sito, il Beşiktaş ne ufficializza l'acquisto versando nelle casse dell'Inter la cifra di 7,3 milioni di euro. L'esterno portoghese firma un triennale da € 3,5 milioni la prima stagione e da 3,75 milioni di euro per le due stagioni seguenti.
Il 15 luglio 2010, all'esordio ufficiale con la maglia del Beşiktaş, Quaresma sbaglia un calcio di rigore nella sfida contro il Víkingur valida per i preliminari di Europa League; la sfida termina comunque con la vittoria del Beşiktaş per 3-0. Nella gara giocata contro il Viktoria Plzeň valida per il terzo turno preliminare di Europa League, il portoghese segna il suo primo gol con la maglia del club turco (rete del momentaneo 1-0, gara terminata 3-0) con il gesto tecnico della trivela. Il 14 agosto seguente fa il suo esordio in campionato nella prima giornata nella gara contro il Bucaspor, vinta dalla sua squadra per 0-1; il primo gol in campionato arriva invece il 29 agosto nella partita vinta 4-1 sul Karabükspor. L'11 novembre debutta nella Coppa di Turchia contro il Gaziantep BB, sfida persa 1-0; realizza la sua prima marcatura nel torneo il 26 gennaio 2011, contro il Trabzonspor (2-1). Il 25 aprile 2011, Quaresma ha un battibecco in campo durante una partita con il compagno di squadra Nihat Kahveci che lo accusa di non passare mai il pallone e l'alterco tra i due è fermato soltanto dal resto dei compagni di squadra.
Segna inoltre il suo undicesimo gol stagionale nella finale di coppa di Turchia, terminata 2-2 tra Beşiktaş e Istanbul B.B, la partita si conclude ai rigori con la vittoria del Beşiktaş. Dopo l'esperienza negativa in nerazzurro, Quaresma nel Beşiktaş ritrova una seconda giovinezza sfornando giocate d'alta classe e gol ad alto tasso tecnico, terminando la sua prima stagione turca con 11 gol e 16 assist in 39 incontri tra campionato, coppa e Europa League (10 presenze e 5 gol nel torneo continentale).
Il 10 settembre 2011 gioca la sua prima partita di campionato contro l'Eskişehirspor (2-1) e quattro giorni dopo fa il suo primo incontro europeo stagionale, nell'incontro vinto 5-1 sul Maccabi Tel Aviv. Il 27 novembre successivo arriva il primo gol nel torneo turco, a Trebisonda su rigore (0-1). Il 14 novembre, a Lisbona, nei pressi del tribunale, dove si trovava per testimoniare come parte lesa in un processo per furto, aggredisce un poliziotto intervenuto per difendere un ladro che aveva derubato sua madre: Quaresma è stato così arrestato per «aggressione a pubblico ufficiale».
Il primo dicembre 2011, durante la fase a gironi d'Europa League, Quaresma sigla una doppietta contro il Maccabi Tel Aviv, segnando il gol d'apertura e quello finale che consente al Besiktas di vincere 3-2 in Israele al 92'. Nei primi giorni di marzo 2012, in seguito alla sconfitta patita 3-1 a Madrid contro l'Atlético, Quaresma ha avuto una discussione col tecnico del Besiktas, il portoghese Carlos Carvalhal, in seguito alla sostituzione dell'esterno avvenuta al 46' al posto di İsmail Köybaşı. Successivamente, Quaresma è stato sospeso dal club per qualche incontro. Il 19 marzo, entrato al 59' al posto del connazionale Hugo Almeida, segna una doppietta in 5' tra il 60' e il 65' nel 4-1 del Besiktas sul Manisaspor.
Il 20 dicembre 2012 Quaresma annuncia la rescissione del contratto col Beşiktaş, sei mesi prima della fine dell'accordo, pagando di tasca propria l'1,46 milioni di euro rimanenti. Conclude la sua esperienza turca con 73 presenze, 18 gol e 27 assist in totale.

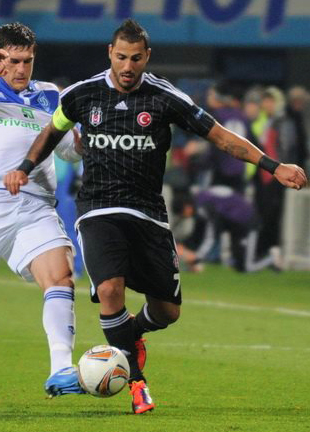
Quaresma con la maglia del Besiktas contro la

#### Al-Ahli e ritorno al Porto
Il 7 gennaio 2013 firma un contratto di un anno e mezzo con l'Al-Ahli di Dubai. Il 26 gennaio 2013 fa il suo esordio nel campionato emiratino contro l'Al Jazira (2-2) e il 10 febbraio segna la sua prima rete con la nuova maglia nei quarti di finale della President's Cup, in una partita vinta 1-0 contro il Dibba Al-Fujairah. Il primo gol in campionato arriva l'8 marzo contro il Dubai (3-6). Dopo aver giocato 13 incontri e aver segnato 3 gol, nel mese di maggio viene svincolato dal club, rimanendo fermo in pratica sei mesi prima di tornare a giocare.
Il primo gennaio 2014 viene ufficializzato il suo ingaggio da parte del Porto, squadra in cui Quaresma aveva già militato tra il 2004 ed il 2008, con un contratto fino al 2016, scegliendo la maglia numero 7. Al suo primo allenamento con la squadra, è accolto da più di 10.000 tifosi. Il suo esordio avviene il 12 gennaio in Benfica-Porto (2-0), subentrando al compagno Licá al 55'. Gioca poi da titolare la sfida di Coppa vinta per 4-0 contro il Penafiel segnando il primo gol all'11'. Il 9 febbraio seguente realizza il suo primo gol stagionale col Porto, andando in gol su rigore contro il Paços de Ferreira (3-0). Un mese dopo, firma una doppietta contro l'Arouca (4-1). In Europa League, il Porto elimina l'Eintracht Francoforte (5-5, passa grazie ai gol in trasferta, Quaresma firma un gol all'andata e un assist al ritorno) e affronta il Napoli: in patria i portoghesi vincono 1-0 e a Napoli il Porto pareggia 2-2. Il secondo gol del Porto, sul risultato parziale di 1-2, è realizzato da Quaresma che, inseritosi nell'area partenopea, supera Inler con un dribbling e scarica di sinistro verso la porta battendo Pepe Reina. Ai quarti di finale, il Porto vince 1-0 in casa contro il Siviglia, ma cede 4-1 in Spagna, con Quaresma a siglare il gol della bandiera per i lusitani.
Il 20 agosto fa il suo esordio stagionale nelle competizioni europee giocando gli ultimi minuti di Lille-Porto (0-0), entrando al posto di Óliver Torres. Dopo aver giocato da titolare tutta la partita di Champions contro il BATĖ Borisov (6-0), risolve la sfida successiva contro l'Athletic Bilbao, realizzando il gol del 2-1 al 75', dopo esser entrato da pochi minuti e disputato una buona partita. In campionato, Quaresma sigla il primo gol il 19 dicembre, su rigore, contro il Vitória Futebol Clube (4-0). In seguito realizza due doppiette contro Paços de Ferreira (5-0) ed Estoril (5-0). Il 15 aprile 2015 realizza una doppietta nei quarti di finale di Champions League 2014-2015 contro il Bayern Monaco, contribuendo da protagonista al successo portoghese per 3-1: segna al 4' su calcio di rigore procurato da Jackson Martínez e al 10' raddoppia arrivando davanti a Manuel Neuer e battendolo nuovamente con una trivela. Al ritorno, i tedeschi surclassano gli avversari vincendo 6-1 e passando il turno: Quaresma gioca male per 45' prima di essere sostituito nella ripresa da Rúben Neves.
In seguito alle buone prestazioni offerte con la maglia del Porto, soprattutto dopo la doppietta rifilata al Bayern, secondo i media, Quaresma sarebbe "rinato calcisticamente" dopo il suo ritorno al Porto, anche grazie al tecnico spagnolo Julen Lopetegui, andando a segnare 19 gol in 67 incontri e fornendo 11 assist in appena una stagione e mezza.

#### Ritorno al Besiktas
Divenuto una riserva al Porto, il 21 luglio 2015 ha firmato un contratto con il Besiktas per puntare alla convocazione per l'Europeo 2016, facendo così ritorno al club turco dopo tre anni in cambio di circa € 1,2 milioni. Esordisce il 16 agosto nella vittoria esterna contro il Mersin (2-5), giocando i primi 45'. Sei giorni dopo, realizza il suo primo gol in campionato nella sconfitta per 1-2 contro il Trabzonspor. Il 17 settembre seguente, debutta anche in Europa League contro lo Skënderbeu (0-1) e il 5 novembre 2015 firma il suo unico gol stagionale nelle competizioni UEFA per club, andando a segno contro la Lokomotiv Mosca (1-1).
A fine stagione il Beşiktaş vince il campionato turco: l'esterno offensivo portoghese conclude l'annata con 5 gol e 8 assist in tutte le competizioni.
Il 28 settembre 2016 segna il suo primo gol in Champions League con la maglia del club turco giocando contro la Dinamo Kiev (1-1).

#### Kasimpasa e Vitoria Guimaraes
Il 29 agosto del 2019 Quaresma, in polemica col presidente del Beşiktaș, lascia il club per accasarsi al Kasimpașa, scegliendo come numero di maglia il 37. Complessivamente con i bianconeri in 6 stagioni e mezzo ha messo insieme 227 presenze e 38 gol vincendo una Coppa di Turchia e due campionati. Al Kasimpașa colleziona 26 presenze e 4 gol in campionato e a fine stagione decide di non rinnovare il contratto con il club.
Il 7 settembre 2020 torna in Portogallo firmando un contratto biennale con opzione per il terzo anno con il Vitoria Guimaraes.
Il 1⁰ luglio 2022, dopo la scadenza del suo contratto, rimane svincolato.

### Nazionale

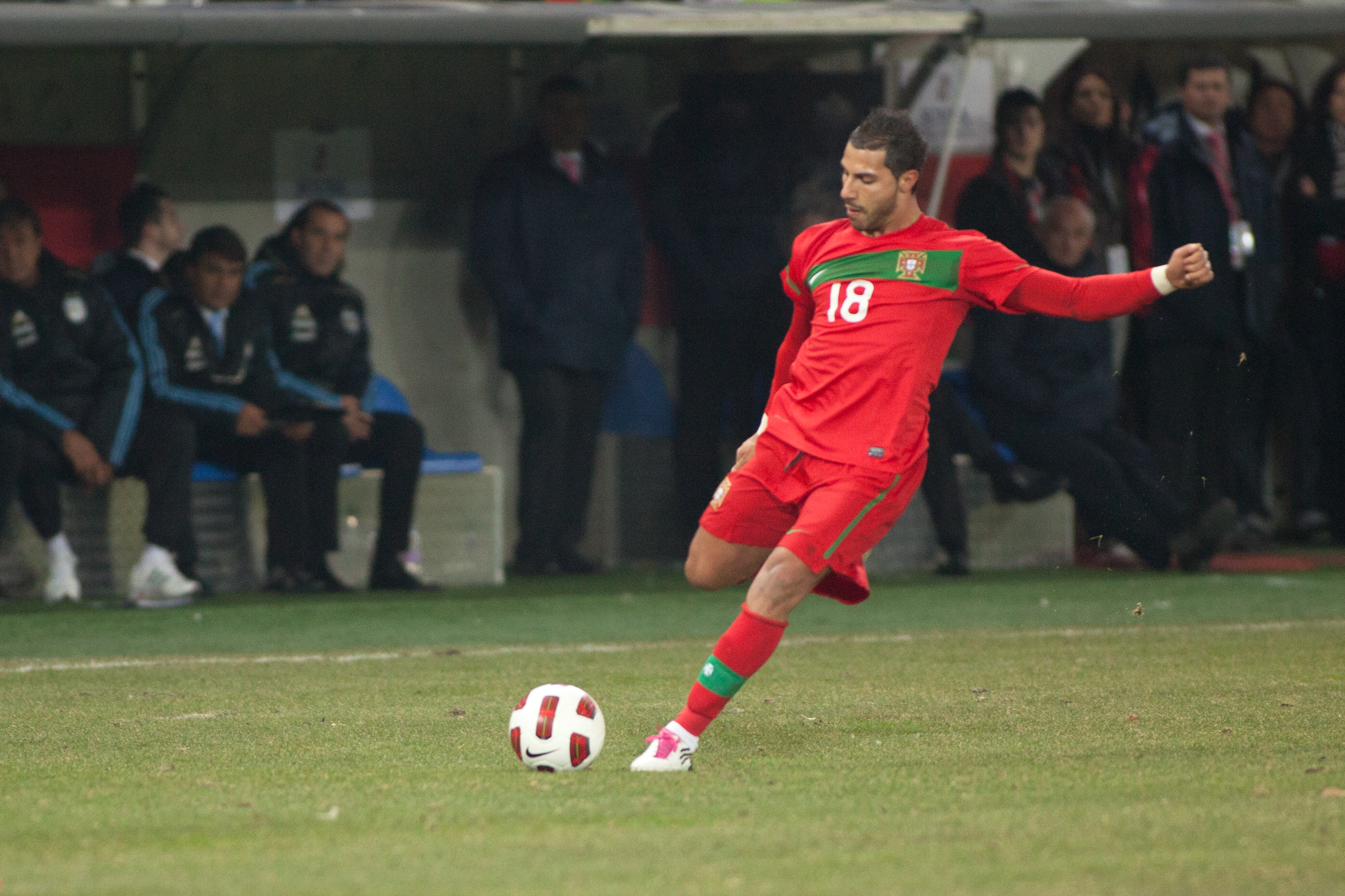
Quaresma con la maglia della nazionale portoghese

Con la nazionale giovanile del Portogallo ha vinto un Europeo Under-16 nel 2000.
Il suo debutto con la nazionale maggiore avvenne il 10 giugno 2003 in amichevole contro la Bolivia.
Un infortunio e la scarsa forma impedirono a Quaresma di partecipare all'Europeo Under-21 2004, all'Europeo 2004 e alle Olimpiadi di Atene. A sorpresa non fu poi convocato per il Mondiale 2006.
Ritenuto uno dei giocatori più importanti della nazionale portoghese, assieme a Deco e Ronaldo, è convocato per l'Europeo 2008; Quaresma salta la prima partita della fase a gironi vinta 2-0 con la Turchia, ma gioca quella successiva contro la Repubblica Ceca, entrando negli ultimi 10' al posto di Simão e mettendo a segno il definitivo 3-1 su contropiede nei minuti di recupero con assist di Cristiano Ronaldo. Parte titolare nella terza sfida contro la Svizzera, che vede il Portogallo perdere 2-0, ma passare ugualmente ai quarti di finale al primo posto nel proprio girone. Ai quarti il Portogallo affronta la Germania e cede 2-3, con Quaresma che rimane in panchina per tutti i 90' di gioco.
Viene convocato, non venendo però mai impiegato, per l'Europeo 2012. È escluso dai convocati di Paulo Bento per il Mondiale 2014.
Viene convocato per gli Europei 2016 in Francia. Segna il gol della vittoria negli ottavi di finale contro la Croazia nel secondo tempo supplementare, e nei quarti contro la Polonia è ancora lui ad essere decisivo nel primo match point ai calci di rigore. Il 10 luglio si laurea campione d'Europa dopo la vittoria in finale sulla Francia padrona di casa per 1-0, ottenuta grazie al goal decisivo di Éder durante i tempi supplementari. Quaresma non gioca titolare, ma subentra a Cristiano Ronaldo, infortunatosi nel primo tempo.
Viene convocato per il Mondiale di Russia 2018, dove realizza una rete grazie alla sua iconica trivela nella partita dei gironi pareggiata 1-1 contro l'Iran.
Al termine della competizione esce fuori dal giro della nazionale, concludendo di fatto la sua esperienza con il Portogallo dopo aver totalizzato 80 presenze e 10 reti.

## Statistiche
Quaresma ha disputato, tra club, nazionale maggiore e nazionali giovanili, 812 partite, segnando 134 reti.

### Presenze e reti nei club
Statistiche aggiornate al 15 maggio 2022.
| Stagione                 | Squadra                  | Campionato               | Campionato | Campionato | Coppe nazionali | Coppe nazionali | Coppe nazionali | Coppe continentali | Coppe continentali | Coppe continentali | Altre coppe | Altre coppe | Altre coppe | Totale | Totale |
| Stagione                 | Squadra                  | Comp                     | Pres       | Reti       | Comp            | Pres            | Reti            | Comp               | Pres               | Reti               | Comp        | Pres        | Reti        | Pres   | Reti   |
| ------------------------ | ------------------------ | ------------------------ | ---------- | ---------- | --------------- | --------------- | --------------- | ------------------ | ------------------ | ------------------ | ----------- | ----------- | ----------- | ------ | ------ |
| 2001-2002                | Sporting Lisbona         | PL                       | 28         | 3          | CP              | 6               | 2               | CU                 | 2                  | 0                  | -           | -           | -           | 36     | 5      |
| 2002-2003                | Sporting Lisbona         | PL                       | 31         | 5          | CP              | 2               | 0               | CU                 | 2                  | 0                  | SP          | 1           | 0           | 36     | 5      |
| Totale Sporting CP       | Totale Sporting CP       | Totale Sporting CP       | 59         | 8          |                 | 8               | 2               |                    | 4                  | 0                  |             | 1           | 0           | 72     | 10     |
| 2003-2004                | Barcellona               | PD                       | 22         | 1          | CR              | 2               | 0               | CU                 | 4                  | 0                  | -           | -           | -           | 28     | 1      |
| 2004-2005                | Porto                    | PL                       | 32         | 5          | CP              | 1               | 0               | UCL                | 8                  | 0                  | SP+SU+CInt  | 1+1+1       | 1+1+0       | 44     | 7      |
| 2005-2006                | Porto                    | PL                       | 29         | 5          | CP              | 4               | 0               | UCL                | 6                  | 0                  | -           | -           | -           | 39     | 5      |
| 2006-2007                | Porto                    | PL                       | 26         | 6          | CP              | 1               | 0               | UCL                | 8                  | 2                  | SP          | 1           | 0           | 35     | 8      |
| 2007-2008                | Porto                    | PL                       | 27         | 8          | CP+CdL          | 3+0             | 1               | UCL                | 8                  | 2                  | SP          | 1           | 0           | 39     | 11     |
| 2008-gen. 2009           | Inter                    | A                        | 13         | 1          | CI              | 0               | 0               | UCL                | 6                  | 0                  | SI          | 0           | 0           | 19     | 1      |
| gen.-giu. 2009           | Chelsea                  | PL                       | 4          | 0          | FACup+CdL       | 1+0             | 0               | UCL                | -                  | -                  | CS          | -           | -           | 5      | 0      |
| 2009-2010                | Inter                    | A                        | 11         | 0          | CI              | 0               | 0               | UCL                | 2                  | 0                  | SI          | 0           | 0           | 13     | 0      |
| Totale Inter             | Totale Inter             | Totale Inter             | 24         | 1          |                 | 0               | 0               |                    | 8                  | 0                  |             | 0           | 0           | 32     | 1      |
| 2010-2011                | Beşiktaş                 | SL                       | 21         | 3          | TK              | 8               | 3               | UEL                | 10                 | 5                  | -           | -           | -           | 39     | 11     |
| 2011-2012                | Beşiktaş                 | SL                       | 25         | 5          | TK              | 1               | 0               | UEL                | 8                  | 2                  | -           | -           | -           | 34     | 7      |
| lug.-dic. 2012           | Beşiktaş                 | SL                       | 0          | 0          | TK              | 0               | 0               | -                  | 0                  | 0                  | -           | -           | -           | 0      | 0      |
| gen.-mag. 2013           | Shabab Al-Ahli           | UPL                      | 10         | 2          | CdP             | 1               | 1               | -                  | -                  | -                  | EEC         | 0           | 0           | 11     | 3      |
| gen.-giu. 2014           | Porto                    | PL                       | 12         | 4          | CP+CdL          | 3+3             | 1+1             | UEL                | 6                  | 4                  | SP          | -           | -           | 24     | 10     |
| 2014-2015                | Porto                    | PL                       | 25         | 6          | CP+CdL          | 0+3             | 0+1             | UCL                | 10                 | 3                  | -           | -           | -           | 38     | 10     |
| Totale Porto             | Totale Porto             | Totale Porto             | 151        | 34         |                 | 18              | 4               |                    | 46                 | 11                 |             | 5           | 2           | 220    | 51     |
| 2015-2016                | Beşiktaş                 | SL                       | 26         | 4          | TK              | 5               | 0               | UEL                | 6                  | 1                  | -           | -           | -           | 37     | 5      |
| 2016-2017                | Beşiktaş                 | SL                       | 29         | 2          | TK              | 3               | 1               | UCL+UEL            | 6+5                | 3+0                | ST          | 1           | 0           | 44     | 6      |
| 2017-2018                | Beşiktaş                 | SL                       | 26         | 4          | TK              | 4               | 1               | UCL                | 7                  | 0                  | ST          | 1           | 0           | 38     | 5      |
| 2018-2019                | Beşiktaş                 | SL                       | 26         | 3          | TK              | 0               | 0               | UEL                | 8                  | 1                  | -           | -           | -           | 34     | 4      |
| ago. 2019                | Beşiktaş                 | SL                       | 1          | 0          | TK              | -               | -               | UEL                | -                  | -                  | -           | -           | -           | 1      | 0      |
| Totale Beşiktaş          | Totale Beşiktaş          | Totale Beşiktaş          | 154        | 21         |                 | 21              | 5               |                    | 50                 | 12                 |             | 2           | 0           | 227    | 38     |
| 2019-2020                | Kasımpaşa                | SL                       | 26         | 4          | TK              | 0               | 0               | -                  | -                  | -                  | -           | -           | -           | 26     | 4      |
| 2020-2021                | Vitória Guimarães        | PL                       | 28         | 4          | CP+CdL          | 2+1             | 0               | -                  | -                  | -                  | -           | -           | -           | 31     | 4      |
| 2021-2022                | Vitória Guimarães        | PL                       | 23         | 2          | CP+CdL          | 2+1             | 0               | -                  | -                  | -                  | -           | -           | -           | 26     | 2      |
| Totale Vitoria Guimaraes | Totale Vitoria Guimaraes | Totale Vitoria Guimaraes | 51         | 6          |                 | 6               | 0               |                    | -                  | -                  |             | -           | -           | 57     | 6      |
| Totale carriera          | Totale carriera          | Totale carriera          | 500        | 77         |                 | 57              | 12              |                    | 112                | 23                 |             | 8           | 2           | 678    | 114    |

### Cronologia presenze e reti in nazionale
| Cronologia completa delle presenze e delle reti in nazionale ― Portogallo | Cronologia completa delle presenze e delle reti in nazionale ― Portogallo | Cronologia completa delle presenze e delle reti in nazionale ― Portogallo | Cronologia completa delle presenze e delle reti in nazionale ― Portogallo | Cronologia completa delle presenze e delle reti in nazionale ― Portogallo | Cronologia completa delle presenze e delle reti in nazionale ― Portogallo | Cronologia completa delle presenze e delle reti in nazionale ― Portogallo | Cronologia completa delle presenze e delle reti in nazionale ― Portogallo |
| Data                                                                      | Città                                                                     | In casa                                                                   | Risultato                                                                 | Ospiti                                                                    | Competizione                                                              | Reti                                                                      | Note                                                                      |
| ------------------------------------------------------------------------- | ------------------------------------------------------------------------- | ------------------------------------------------------------------------- | ------------------------------------------------------------------------- | ------------------------------------------------------------------------- | ------------------------------------------------------------------------- | ------------------------------------------------------------------------- | ------------------------------------------------------------------------- |
| 10-6-2003                                                                 | Oeiras                                                                    | Portogallo                                                                | 4 – 0                                                                     | Bolivia                                                                   | Amichevole                                                                | -                                                                         | 46’                                                                       |
| 17-11-2004                                                                | Lussemburgo                                                               | Lussemburgo                                                               | 0 – 5                                                                     | Portogallo                                                                | Qual. Mondiali 2006                                                       | -                                                                         | 46’                                                                       |
| 4-6-2005                                                                  | Lisbona                                                                   | Portogallo                                                                | 2 – 0                                                                     | Slovacchia                                                                | Qual. Mondiali 2006                                                       | -                                                                         | 77’                                                                       |
| 17-8-2005                                                                 | Ponta Delgada                                                             | Portogallo                                                                | 2 – 0                                                                     | Egitto                                                                    | Amichevole                                                                | -                                                                         | 46’                                                                       |
| 1-3-2006                                                                  | Düsseldorf                                                                | Portogallo                                                                | 3 – 0                                                                     | Arabia Saudita                                                            | Amichevole                                                                | -                                                                         | 46’                                                                       |
| 15-11-2006                                                                | Coimbra                                                                   | Portogallo                                                                | 3 – 0                                                                     | Kazakistan                                                                | Qual. Euro 2008                                                           | -                                                                         | 58’                                                                       |
| 6-2-2007                                                                  | Londra                                                                    | Brasile                                                                   | 0 – 2                                                                     | Portogallo                                                                | Amichevole                                                                | -                                                                         |                                                                           |
| 24-3-2007                                                                 | Lisbona                                                                   | Portogallo                                                                | 4 – 0                                                                     | Belgio                                                                    | Qual. Euro 2008                                                           | 1                                                                         | 70’                                                                       |
| 28-3-2007                                                                 | Belgrado                                                                  | Serbia                                                                    | 1 – 1                                                                     | Portogallo                                                                | Qual. Euro 2008                                                           | -                                                                         | 82’                                                                       |
| 2-6-2007                                                                  | Bruxelles                                                                 | Belgio                                                                    | 1 – 2                                                                     | Portogallo                                                                | Qual. Euro 2008                                                           | -                                                                         | 76’                                                                       |
| 5-6-2007                                                                  | Madinat al-Kuwait                                                         | Kuwait                                                                    | 1 – 1                                                                     | Portogallo                                                                | Amichevole                                                                | -                                                                         |                                                                           |
| 22-8-2007                                                                 | Erevan                                                                    | Armenia                                                                   | 1 – 1                                                                     | Portogallo                                                                | Qual. Euro 2008                                                           | -                                                                         | 63’                                                                       |
| 8-9-2007                                                                  | Lisbona                                                                   | Portogallo                                                                | 2 – 2                                                                     | Polonia                                                                   | Qual. Euro 2008                                                           | -                                                                         | 69’                                                                       |
| 12-9-2007                                                                 | Lisbona                                                                   | Portogallo                                                                | 1 – 1                                                                     | Serbia                                                                    | Qual. Euro 2008                                                           | -                                                                         | 65’                                                                       |
| 13-10-2007                                                                | Baku                                                                      | Azerbaigian                                                               | 0 – 2                                                                     | Portogallo                                                                | Qual. Euro 2008                                                           | -                                                                         | 70’                                                                       |
| 17-10-2007                                                                | Almaty                                                                    | Kazakistan                                                                | 1 – 2                                                                     | Portogallo                                                                | Qual. Euro 2008                                                           | -                                                                         | 85’                                                                       |
| 17-11-2007                                                                | Leiria                                                                    | Portogallo                                                                | 1 – 0                                                                     | Armenia                                                                   | Qual. Euro 2008                                                           | -                                                                         | 61’                                                                       |
| 21-11-2007                                                                | Porto                                                                     | Portogallo                                                                | 0 – 0                                                                     | Finlandia                                                                 | Qual. Euro 2008                                                           | -                                                                         | 85’                                                                       |
| 6-2-2008                                                                  | Zurigo                                                                    | Italia                                                                    | 3 – 1                                                                     | Portogallo                                                                | Amichevole                                                                | 1                                                                         |                                                                           |
| 26-3-2008                                                                 | Düsseldorf                                                                | Grecia                                                                    | 2 – 1                                                                     | Portogallo                                                                | Amichevole                                                                | -                                                                         | 67’                                                                       |
| 31-5-2008                                                                 | Viseu                                                                     | Portogallo                                                                | 2 – 0                                                                     | Georgia                                                                   | Amichevole                                                                | -                                                                         | 46’                                                                       |
| 11-6-2008                                                                 | Ginevra                                                                   | Rep. Ceca                                                                 | 1 – 3                                                                     | Portogallo                                                                | Euro 2008 - 1º turno                                                      | 1                                                                         | 80’                                                                       |
| 15-6-2008                                                                 | Basilea                                                                   | Svizzera                                                                  | 2 – 0                                                                     | Portogallo                                                                | Euro 2008 - 1º turno                                                      | -                                                                         |                                                                           |
| 11-10-2008                                                                | Solna                                                                     | Svezia                                                                    | 0 – 0                                                                     | Portogallo                                                                | Qual. Mondiali 2010                                                       | -                                                                         | 65’ 80’                                                                   |
| 15-10-2008                                                                | Braga                                                                     | Portogallo                                                                | 0 – 0                                                                     | Albania                                                                   | Qual. Mondiali 2010                                                       | -                                                                         | 55’                                                                       |
| 3-9-2010                                                                  | Guimarães                                                                 | Portogallo                                                                | 4 – 4                                                                     | Cipro                                                                     | Qual. Euro 2012                                                           | -                                                                         |                                                                           |
| 7-9-2010                                                                  | Oslo                                                                      | Norvegia                                                                  | 1 – 0                                                                     | Portogallo                                                                | Qual. Euro 2012                                                           | -                                                                         | 84’                                                                       |
| 9-2-2011                                                                  | Ginevra                                                                   | Portogallo                                                                | 1 – 2                                                                     | Argentina                                                                 | Amichevole                                                                | -                                                                         | 60’ 74’                                                                   |
| 26-3-2011                                                                 | Leiria                                                                    | Portogallo                                                                | 1 – 1                                                                     | Cile                                                                      | Amichevole                                                                | -                                                                         | 62’                                                                       |
| 29-3-2011                                                                 | Aveiro                                                                    | Portogallo                                                                | 2 – 0                                                                     | Finlandia                                                                 | Amichevole                                                                | -                                                                         | 68’                                                                       |
| 11-10-2011                                                                | Copenaghen                                                                | Danimarca                                                                 | 2 – 1                                                                     | Portogallo                                                                | Qual. Euro 2012                                                           | -                                                                         | 65’                                                                       |
| 15-11-2011                                                                | Lisbona                                                                   | Portogallo                                                                | 6 – 2                                                                     | Bosnia ed Erzegovina                                                      | Qual. Euro 2012                                                           | -                                                                         | 83’                                                                       |
| 29-2-2012                                                                 | Varsavia                                                                  | Polonia                                                                   | 0 – 0                                                                     | Portogallo                                                                | Amichevole                                                                | -                                                                         | 76’                                                                       |
| 26-5-2012                                                                 | Leiria                                                                    | Portogallo                                                                | 0 – 0                                                                     | Macedonia                                                                 | Amichevole                                                                | -                                                                         |                                                                           |
| 2-6-2012                                                                  | Lisbona                                                                   | Portogallo                                                                | 1 – 3                                                                     | Turchia                                                                   | Amichevole                                                                | -                                                                         | 86’                                                                       |
| 11-10-2014                                                                | Saint-Denis                                                               | Francia                                                                   | 2 – 1                                                                     | Portogallo                                                                | Amichevole                                                                | 1                                                                         | 68’                                                                       |
| 14-10-2014                                                                | Copenaghen                                                                | Danimarca                                                                 | 0 – 1                                                                     | Portogallo                                                                | Qual. Euro 2016                                                           | -                                                                         | 84’                                                                       |
| 14-11-2014                                                                | Faro                                                                      | Portogallo                                                                | 1 – 0                                                                     | Armenia                                                                   | Qual. Euro 2016                                                           | -                                                                         | 70’                                                                       |
| 18-11-2014                                                                | Manchester                                                                | Argentina                                                                 | 0 – 1                                                                     | Portogallo                                                                | Amichevole                                                                | -                                                                         | 46’                                                                       |
| 29-3-2015                                                                 | Lisbona                                                                   | Portogallo                                                                | 2 – 1                                                                     | Serbia                                                                    | Qual. Euro 2016                                                           | -                                                                         | 78’                                                                       |
| 16-6-2015                                                                 | Ginevra                                                                   | Italia                                                                    | 0 – 1                                                                     | Portogallo                                                                | Amichevole                                                                | -                                                                         | 87’                                                                       |
| 4-9-2015                                                                  | Lisbona                                                                   | Portogallo                                                                | 0 – 1                                                                     | Francia                                                                   | Amichevole                                                                | -                                                                         | 67’                                                                       |
| 7-9-2015                                                                  | Elbasan                                                                   | Albania                                                                   | 0 – 1                                                                     | Portogallo                                                                | Qual. Euro 2016                                                           | -                                                                         | 65’                                                                       |
| 8-10-2015                                                                 | Braga                                                                     | Portogallo                                                                | 1 – 0                                                                     | Danimarca                                                                 | Qual. Euro 2016                                                           | -                                                                         | 82’                                                                       |
| 11-10-2015                                                                | Belgrado                                                                  | Serbia                                                                    | 1 – 2                                                                     | Portogallo                                                                | Qual. Euro 2016                                                           | -                                                                         |                                                                           |
| 25-3-2016                                                                 | Leiria                                                                    | Portogallo                                                                | 0 – 1                                                                     | Bulgaria                                                                  | Amichevole                                                                | -                                                                         | 65’ 90+1’                                                                 |
| 29-3-2016                                                                 | Leiria                                                                    | Portogallo                                                                | 2 – 1                                                                     | Belgio                                                                    | Amichevole                                                                | -                                                                         |                                                                           |
| 29-5-2016                                                                 | Porto                                                                     | Portogallo                                                                | 3 – 0                                                                     | Norvegia                                                                  | Amichevole                                                                | 1                                                                         | 60’                                                                       |
| 2-6-2016                                                                  | Londra                                                                    | Inghilterra                                                               | 1 – 0                                                                     | Portogallo                                                                | Amichevole                                                                | -                                                                         | 60’                                                                       |
| 8-6-2016                                                                  | Lisbona                                                                   | Portogallo                                                                | 7 – 0                                                                     | Estonia                                                                   | Amichevole                                                                | 2                                                                         |                                                                           |
| 14-6-2016                                                                 | Saint-Étienne                                                             | Portogallo                                                                | 1 – 1                                                                     | Islanda                                                                   | Euro 2016 - 1º turno                                                      | -                                                                         | 76’                                                                       |
| 18-6-2016                                                                 | Parigi                                                                    | Portogallo                                                                | 0 – 0                                                                     | Austria                                                                   | Euro 2016 - 1º turno                                                      | -                                                                         | 71’ 31’                                                                   |
| 22-6-2016                                                                 | Lione                                                                     | Ungheria                                                                  | 3 – 3                                                                     | Portogallo                                                                | Euro 2016 - 1º turno                                                      | -                                                                         | 61’                                                                       |
| 25-6-2016                                                                 | Lens                                                                      | Croazia                                                                   | 0 – 1 dts                                                                 | Portogallo                                                                | Euro 2016 - Ottavi di finale                                              | 1                                                                         | 87’                                                                       |
| 30-6-2016                                                                 | Marsiglia                                                                 | Polonia                                                                   | 1 – 1 dts (3 – 5 dtr)                                                     | Portogallo                                                                | Euro 2016 - Quarti di finale                                              | -                                                                         | 80’                                                                       |
| 6-7-2016                                                                  | Lione                                                                     | Portogallo                                                                | 2 – 0                                                                     | Galles                                                                    | Euro 2016 - Semifinale                                                    | -                                                                         | 87’                                                                       |
| 10-7-2016                                                                 | Saint-Denis                                                               | Portogallo                                                                | 1 – 0 dts                                                                 | Francia                                                                   | Euro 2016 - Finale                                                        | -                                                                         | 25’ - 1º titolo europeo                                                   |
| 1-9-2016                                                                  | Porto                                                                     | Portogallo                                                                | 5 – 0                                                                     | Gibilterra                                                                | Amichevole                                                                | -                                                                         | 46’                                                                       |
| 6-9-2016                                                                  | Basilea                                                                   | Svizzera                                                                  | 2 – 0                                                                     | Portogallo                                                                | Qual. Mondiali 2018                                                       | -                                                                         | 68’                                                                       |
| 7-10-2016                                                                 | Aveiro                                                                    | Portogallo                                                                | 6 – 0                                                                     | Andorra                                                                   | Qual. Mondiali 2018                                                       | -                                                                         |                                                                           |
| 10-10-2016                                                                | Tórshavn                                                                  | Fær Øer                                                                   | 0 – 6                                                                     | Portogallo                                                                | Qual. Mondiali 2018                                                       | -                                                                         | 68’                                                                       |
| 13-11-2016                                                                | Faro                                                                      | Portogallo                                                                | 4 – 1                                                                     | Lettonia                                                                  | Qual. Mondiali 2018                                                       | -                                                                         | 65’                                                                       |
| 25-3-2017                                                                 | Lisbona                                                                   | Portogallo                                                                | 3 – 0                                                                     | Ungheria                                                                  | Qual. Mondiali 2018                                                       | -                                                                         |                                                                           |
| 28-3-2017                                                                 | Funchal                                                                   | Portogallo                                                                | 2 – 3                                                                     | Svezia                                                                    | Amichevole                                                                | -                                                                         | 59’                                                                       |
| 9-6-2017                                                                  | Riga                                                                      | Lettonia                                                                  | 0 – 3                                                                     | Portogallo                                                                | Qual. Mondiali 2018                                                       | -                                                                         | 57’ 90’                                                                   |
| 18-6-2017                                                                 | Kazan'                                                                    | Portogallo                                                                | 2 – 2                                                                     | Messico                                                                   | Conf. Cup 2017 - 1º turno                                                 | 1                                                                         | 82’                                                                       |
| 24-6-2017                                                                 | San Pietroburgo                                                           | Nuova Zelanda                                                             | 0 – 4                                                                     | Portogallo                                                                | Conf. Cup 2017 - 1º turno                                                 | -                                                                         | 83’                                                                       |
| 28-6-2017                                                                 | Kazan'                                                                    | Portogallo                                                                | 0 – 0 dts (0 – 3 dtr)                                                     | Cile                                                                      | Conf. Cup 2017 - Semifinale                                               | -                                                                         | 84’                                                                       |
| 2-7-2017                                                                  | Mosca                                                                     | Portogallo                                                                | 2 – 1 dts                                                                 | Messico                                                                   | Conf. Cup 2017 - Finale 3º posto                                          | -                                                                         | 70’                                                                       |
| 31-8-2017                                                                 | Porto                                                                     | Portogallo                                                                | 5 – 1                                                                     | Fær Øer                                                                   | Qual. Mondiali 2018                                                       | -                                                                         | 59’                                                                       |
| 3-9-2017                                                                  | Budapest                                                                  | Ungheria                                                                  | 0 – 1                                                                     | Portogallo                                                                | Qual. Mondiali 2018                                                       | -                                                                         | 86’                                                                       |
| 7-10-2017                                                                 | Andorra la Vella                                                          | Andorra                                                                   | 0 – 2                                                                     | Portogallo                                                                | Qual. Mondiali 2018                                                       | -                                                                         | 79’                                                                       |
| 23-3-2018                                                                 | Zurigo                                                                    | Portogallo                                                                | 2 – 1                                                                     | Egitto                                                                    | Amichevole                                                                | -                                                                         | 61’                                                                       |
| 26-3-2018                                                                 | Ginevra                                                                   | Portogallo                                                                | 0 – 3                                                                     | Paesi Bassi                                                               | Amichevole                                                                | -                                                                         | 55’                                                                       |
| 28-5-2018                                                                 | Braga                                                                     | Portogallo                                                                | 2 – 2                                                                     | Tunisia                                                                   | Amichevole                                                                | -                                                                         |                                                                           |
| 2-6-2018                                                                  | Bruxelles                                                                 | Belgio                                                                    | 0 – 0                                                                     | Portogallo                                                                | Amichevole                                                                | -                                                                         | 63’                                                                       |
| 7-6-2018                                                                  | Lisbona                                                                   | Portogallo                                                                | 3 – 0                                                                     | Algeria                                                                   | Amichevole                                                                | -                                                                         | 64’                                                                       |
| 15-6-2018                                                                 | Soči                                                                      | Portogallo                                                                | 3 – 3                                                                     | Spagna                                                                    | Mondiali 2018 - 1º turno                                                  | -                                                                         | 69’                                                                       |
| 25-6-2018                                                                 | Saransk                                                                   | Iran                                                                      | 1 – 1                                                                     | Portogallo                                                                | Mondiali 2018 - 1º turno                                                  | 1                                                                         | 64’, 70’                                                                  |
| 30-6-2018                                                                 | Soči                                                                      | Uruguay                                                                   | 2 – 1                                                                     | Portogallo                                                                | Mondiali 2018 - Ottavi di finale                                          | -                                                                         | 65’                                                                       |
| Totale                                                                    |                                                                           | Presenze                                                                  | 80                                                                        |                                                                           | Reti                                                                      | 10                                                                        |                                                                           |

## Palmarès

### Club

#### Competizioni nazionali
- Campionato portoghese: 4

Sporting CP: 2001-2002
Porto: 2005-2006, 2006-2007, 2007-2008
- Coppa del Portogallo: 2

Sporting CP: 2001-2002
Porto: 2005-2006
- Supercoppa di Portogallo: 3

Sporting CP: 2002
Porto: 2004, 2006
- Coppa d'Inghilterra: 1

Chelsea: 2008-2009
- Coppa Italia: 1

Inter: 2009-2010
- Campionato italiano: 1

Inter: 2009-2010
- Coppa di Turchia: 1

Beşiktaş: 2010-2011
- Coppa del Presidente degli Emirati Arabi Uniti: 1

Al Ahli: 2012-2013
- Campionato turco: 2

Besiktas: 2015-2016, 2016-2017

#### Competizioni internazionali
- Coppa Intercontinentale: 1

Porto: 2004
- UEFA Champions League: 1

Inter: 2009-2010

### Nazionale
- Campionato d'Europa Under-16: 1

Israele 2000
- Campionato d'Europa: 1

Francia 2016

### Individuale
- Miglior giocatore della Supercoppa di Portogallo: 1

2004
- Calciatore portoghese dell'anno: 2

2005, 2006